# David A.R. White
David Andrew Roy White (Dodge City (Kansas), 12 mei 1970) is een Amerikaans scenarioschrijver, acteur, filmregisseur en filmproducent.

## Biografie
White groeide op in een klein plattelandsdorp nabij Dodge City (Kansas). Op negentienjarige leeftijd verhuisde hij  naar Los Angeles waar hij zes maand later zijn eerste filmrol verkreeg als Andrew Phillpot in Evening Shade, een televisieserie van CBS. White speelde gastrollen in verscheidene televisieseries en kleine rollen in speelfilms. Zijn eerste grote rol had hij in 1999 in The Moment After en in de sequel The Moment After 2: The Awakening in 2006. Datzelfde jaar speelde hij in The Visitation. Voor zijn rol in 2000 in Mercey Streets werd hij genomineerd voor de Movie Guide Award for Best actor. Het grootste succes in White’s carrière was de film God’s Not Dead uit 2014 die wereldwijd 62 miljoen US$ opbracht.
In 2003 was White medeoprichter van de productie- en distributiemaatschappij Pure Flix Entertainment, gespecialiseerd in speelfilms met christelijke thema’s en familiefilms.
In 2010 regisseerde White zijn eerste speelfilms The Encounter en Holyman Undercover, waarin hij zelf de hoofdrol speelde.
White is gehuwd met actrice en producente Andrea Logan, die in 2009 de rol van zijn echtgenote vertolkte in de film In the Blink of an Eye. Ze wonen samen met hun drie kinderen in Los Angeles.

## Filmografie (selectie)
| Jaar | Titel                             | Bijdragen | Bijdragen | Bijdragen | Bijdragen | Bijdragen       | Opmerkingen                      |
| Jaar | Titel                             | Regie     | Scenario  | Productie | Acteur    | Rol             | Opmerkingen                      |
| ---- | --------------------------------- | --------- | --------- | --------- | --------- | --------------- | -------------------------------- |
| 2018 | God’s Not Dead 3                  |           |           | Afgevinkt | Afgevinkt | Reverend Dave   |                                  |
| 2016 | God’s Not Dead 2                  |           |           | Afgevinkt | Afgevinkt | Reverend Dave   |                                  |
| 2016 | Hitting The Breaks                |           | Afgevinkt | Afgevinkt | Afgevinkt | Randy Wilcox    | Televisieserie (10 afleveringen) |
| 2015 | Faith of Our Fathers              |           | Afgevinkt | Afgevinkt | Afgevinkt | Wayne           |                                  |
| 2014 | God's Not Dead                    |           |           | Afgevinkt | Afgevinkt | Reverend Dave   |                                  |
| 2011 | Jeruzalem Countdown               |           | Afgevinkt | Afgevinkt | Afgevinkt | Shane           |                                  |
| 2010 | Holyman Undercover                | Afgevinkt | Afgevinkt | Afgevinkt | Afgevinkt | Roy / Brian     |                                  |
| 2006 | Hidden Secrets                    |           | Afgevinkt | Afgevinkt | Afgevinkt | Jeremy Evans    |                                  |
| 2006 | The Moment After 2: The Awakening |           |           | Afgevinkt | Afgevinkt | Adam Riley      |                                  |
| 2006 | The Visitation                    |           |           | Afgevinkt | Afgevinkt | Carl            |                                  |
| 2004 | Six: The Mark Unleashed           |           | Afgevinkt | Afgevinkt | Afgevinkt | Brody Sutton    |                                  |
| 2000 | Mercy Streets                     |           |           | Afgevinkt | Afgevinkt | John / Jeremiah |                                  |
| 1999 | The Moment After                  |           |           | Afgevinkt | Afgevinkt | Adam Riley      |                                  |
| 1991 | Evening Shade                     |           |           |           | Afgevinkt | Andrew Phillpot | televisieserie (11 afleveringen) |